# Hồ Izabal
Hồ Izabal (Lago de Izabal, cũng gọi là Golfo Dulce) là hồ lớn nhất ở Guatemala với diện tích là 589,6 km² và có độ sâu tối đa là 18 mét (59 ft).
Sông Polochic là sông lớn nhất chảy vào hồ này. Hồ nằm ở độ cao chỉ 1 m trên mực nước biển và chảy vào Vịnh Honduras của biển Caribe thông qua hồ nhỏ El Golfete có độ cao ngang mực nước biển và sông Dulce (có thể giao thông bằng tàu thuyền).
Pháo đài Castillo de San Felipe ở Lara từ thời thuộc địa được bảo quản tốt, được dùng để canh giữ hồ chống các cuộc tấn công của các bọn hải tặc; gần đó cũng có vài tàu bị chìm.
Khu vực này là nơi cư trú của nhiều loài động vật, trong đó có lợn biển, báo đốm Mỹ, khỉ Atlinae, khỉ rú (Alouatta) v.v.